# Protmesibasis obscura
Protmesibasis obscura is een insect uit de familie van de vlinderhaften (Ascalaphidae), die tot de orde netvleugeligen (Neuroptera) behoort. 
Protmesibasis obscura is voor het eerst wetenschappelijk beschreven door Tjeder in 1992.